# Folklivsarkivet
Folklivsarkivet i Lund grundades 1913 av Carl Wilhelm von Sydow och tillhör Lunds universitet. Arkivet är beläget på Arkivcentrum Syd.
Skånes musiksamlingar är en del av Folklivsarkivet.

## Historia
Folkminnen insamlades för att man ville bevara kunskaperna om den gamla bondekulturen. Liksom museigrundarna och dialektforskarna var folkminnesupptecknarna angelägna om att få in så ålderdomliga kulturdrag som möjligt och rädda spillrorna av den äldre folkkulturen. Studenter gav sig ut på landsbygden och sökte upp goda berättare. Från början var det folkloristiken, den andliga delen av kulturen, som stod i fokus för intresset. Sedvänjor vid livets och årets högtider beskrevs ingående och visor, gåtor, sagor, sägner samt ordspråk nedtecknades. Omkring 1930 ökade intresset för att studera den materiella kulturen. Insamlingen vidgades till allmogens arbetsmetoder och redskap inom jordbruk, hantverk, jakt och fiske, bebyggelse och boende samt sociala förhållanden inom byalaget och gilleslaget.
På 1960- och 1970-talen började etnologerna intressera sig för samtidsforskning och dokumentationsarbetet för Folklivsarkivet följde med i form av nutidsinriktade frågelistor, fältarbeten och intervjuundersökningar. Inte minst gällde detta externfinansierad dokumentation av industrier och bostadsområden, liksom de fältarbetsprojekt som ingick i etnologiundervisningen. Frågelistorna utformades ofta i samarbete med forskare vid etnologiska institutionen. Intervjuundersökningarna ägde ofta rum inom pågående forskningsprojekt. Sedan slutet av 1970-talet har fältarbetena i etnologiundervisningen utförts som tematiserade lokalundersökningar i samarbete med en lokal kulturnämnd, hembygdsförening eller ett museum.